# Hopman Cup 1996
Résultats détaillés de l'édition 1996 du tournoi de tennis professionnel mixte Hopman Cup.
La Hopman Cup 1996 est la 8e édition du tournoi. Huit équipes mixtes participent à la compétition finale. La compétition se dispute selon les modalités dites du « round robin » : séparées en deux poules de quatre équipes, les deux premières de chacune sont conviées à se disputer le titre en finale. Chaque confrontation entre deux pays consiste en trois phases : un simple dames, un simple messieurs et un double mixte décisif.
Le tournoi, qui commence le 30 décembre au Burswood Entertainment Complex, se déroule à Perth, en Australie.

## Faits marquants
- C'est la 1re année où la compétition adopte le format du Round Robin, précédemment les équipes s'affrontaient dans un tableau classique (à élimination directe).
- C'est la paire croate composée de Iva Majoli et de Goran Ivanišević qui gagne la finale face aux Suisses Martina Hingis et Marc Rosset.
- C'est le 1er titre pour la Croatie et la 2e finale pour la Suisse (après celle remportée en 1991).

## Têtes de séries
| No | Équipe                          | Résultat       | Ultimes adversaires             |
| -- | ------------------------------- | -------------- | ------------------------------- |
| 1  | Iva Majoli Goran Ivanišević     | Victoire       | Martina Hingis Marc Rosset (3)  |
| 2  | Brenda Schultz Richard Krajicek | 4e du groupe B | 0 victoire 3 défaites           |
| 3  | Martina Hingis Marc Rosset      | Finale         | Iva Majoli Goran Ivanišević (1) |
| 4  | Amanda Coetzer Wayne Ferreira   | 3e du groupe A | 1 victoire 2 défaites           |

| No | Équipe                            | Résultat       | Ultimes adversaires   |
| -- | --------------------------------- | -------------- | --------------------- |
| 1  | Chanda Rubin Richey Reneberg      | 2e du groupe A | 1 victoire 2 défaites |
| 2  | Nicole Bradtke Mark Philippoussis | 3e du groupe B | 1 victoire 2 défaites |
| 3  | Anke Huber Martin Sinner          | 2e du groupe B | 2 victoires 1 défaite |
| 4  | Catherine Tanvier Arnaud Boetsch  | 4e du groupe A | 1 victoire 2 défaites |

## Matchs de poule
L'équipe en tête de chaque poule se voit qualifiée pour la finale.

### Groupe A

#### Classements
| #   | Équipe victorieuse | Adversaire     | Score |
| 1er | États-Unis         | Afrique du Sud | 2 - 1 |
| 2e  | Croatie            | France         | 3 - 0 |
| 3e  | France             | Afrique du Sud | 2 - 1 |
| 4e  | Croatie            | États-Unis     | 2 - 1 |
| 5e  | Afrique du Sud     | Croatie        | 2 - 1 |
| 6e  | États-Unis         | France         | 2 - 1 |

| #   | Pays           | Points | Matchs | Sets   |
| --- | -------------- | ------ | ------ | ------ |
| 1re | Croatie        | 2 - 1  | 6 - 3  | 14 - 7 |
| 2e  | États-Unis     | 2 - 1  | 5 - 4  | 11 - 8 |
| 3e  | Afrique du Sud | 1 - 2  | 3 - 6  | 8 - 12 |
| 4e  | France         | 1 - 2  | 3 - 6  | 7 - 13 |

#### Matchs détaillés
|  | Équipe 1   | Score | Équipe 2       |  |
|  | États-Unis | 2 – 1 | Afrique du Sud |  |

| Ordre des matchs | Joueurs                         | Points au premier set | Points au second set | Points au troisième set |
| ---------------- | ------------------------------- | --------------------- | -------------------- | ----------------------- |
| 1                | Chanda Rubin                    | 2                     | 4                    |                         |
| 1                | Amanda Coetzer                  | 6                     | 6                    |                         |
|                  |                                 |                       |                      |                         |
| 2                | Richey Reneberg                 | 6                     | 6                    |                         |
| 2                | Wayne Ferreira                  | 2                     | 2                    |                         |
|                  |                                 |                       |                      |                         |
| 3 (sans enjeu)   | Chanda Rubin - Richey Reneberg  | 7                     | 6                    |                         |
| 3 (sans enjeu)   | Amanda Coetzer - Wayne Ferreira | 5                     | 2                    |                         |

|  | Équipe 1 | Score | Équipe 2 |  |
|  | Croatie  | 3 – 0 | France   |  |

| Ordre des matchs | Joueurs                            | Points au premier set | Points au second set | Points au troisième set |
| ---------------- | ---------------------------------- | --------------------- | -------------------- | ----------------------- |
| 1                | Iva Majoli                         | 6                     | 6                    |                         |
| 1                | Catherine Tanvier                  | 1                     | 2                    |                         |
|                  |                                    |                       |                      |                         |
| 2                | Goran Ivanišević                   | 7                     | 6                    |                         |
| 2                | Arnaud Boetsch                     | 5                     | 4                    |                         |
|                  |                                    |                       |                      |                         |
| 3 (sans enjeu)   | Iva Majoli - Goran Ivanišević      | 3                     | 6                    | 7                       |
| 3 (sans enjeu)   | Catherine Tanvier - Arnaud Boetsch | 6                     | 1                    | 6                       |

|  | Équipe 1 | Score | Équipe 2       |  |
|  | France   | 2 – 1 | Afrique du Sud |  |

| Ordre des matchs | Joueurs                            | Points au premier set | Points au second set | Points au troisième set |
| ---------------- | ---------------------------------- | --------------------- | -------------------- | ----------------------- |
| 1                | Catherine Tanvier                  | 2                     | 1                    |                         |
| 1                | Amanda Coetzer                     | 6                     | 6                    |                         |
|                  |                                    |                       |                      |                         |
| 2                | Arnaud Boetsch                     | 7                     | 7                    |                         |
| 2                | Wayne Ferreira                     | 6                     | 6                    |                         |
|                  |                                    |                       |                      |                         |
| 3 (sans enjeu)   | Catherine Tanvier - Arnaud Boetsch | 6                     | 7                    |                         |
| 3 (sans enjeu)   | Amanda Coetzer - Wayne Ferreira    | 2                     | 6                    |                         |

|  | Équipe 1 | Score | Équipe 2   |  |
|  | Croatie  | 2 – 1 | États-Unis |  |

| Ordre des matchs | Joueurs                        | Points au premier set | Points au second set | Points au troisième set |
| ---------------- | ------------------------------ | --------------------- | -------------------- | ----------------------- |
| 1                | Iva Majoli                     | 5                     | 0                    |                         |
| 1                | Chanda Rubin                   | 7                     | 6                    |                         |
|                  |                                |                       |                      |                         |
| 2                | Goran Ivanišević               | 7                     | 6                    |                         |
| 2                | Richey Reneberg                | 6                     | 3                    |                         |
|                  |                                |                       |                      |                         |
| 3 (sans enjeu)   | Iva Majoli - Goran Ivanišević  | 6                     | 6                    |                         |
| 3 (sans enjeu)   | Chanda Rubin - Richey Reneberg | 4                     | 2                    |                         |

|  | Équipe 1       | Score | Équipe 2 |  |
|  | Afrique du Sud | 2 – 1 | Croatie  |  |

| Ordre des matchs | Joueurs                         | Points au premier set | Points au second set | Points au troisième set |
| ---------------- | ------------------------------- | --------------------- | -------------------- | ----------------------- |
| 1                | Amanda Coetzer                  | 6                     | 3                    | 6                       |
| 1                | Iva Majoli                      | 4                     | 6                    | 1                       |
|                  |                                 |                       |                      |                         |
| 2                | Wayne Ferreira                  | 4                     | 3                    |                         |
| 2                | Goran Ivanišević                | 6                     | 6                    |                         |
|                  |                                 |                       |                      |                         |
| 3 (sans enjeu)   | Amanda Coetzer - Wayne Ferreira | 4                     | 6                    | 7                       |
| 3 (sans enjeu)   | Iva Majoli - Goran Ivanišević   | 6                     | 3                    | 6                       |

|  | Équipe 1   | Score | Équipe 2 |  |
|  | États-Unis | 2 – 1 | France   |  |

| Ordre des matchs | Joueurs                            | Points au premier set | Points au second set | Points au troisième set |
| ---------------- | ---------------------------------- | --------------------- | -------------------- | ----------------------- |
| 1                | Chanda Rubin                       | 6                     | 6                    |                         |
| 1                | Catherine Tanvier                  | 2                     | 2                    |                         |
|                  |                                    |                       |                      |                         |
| 2                | Richey Reneberg                    | 6                     | 4                    | 1                       |
| 2                | Arnaud Boetsch                     | 4                     | 6                    | 6                       |
|                  |                                    |                       |                      |                         |
| 3 (sans enjeu)   | Chanda Rubin - Richey Reneberg     | 6                     | 7                    |                         |
| 3 (sans enjeu)   | Catherine Tanvier - Arnaud Boetsch | 2                     | 5                    |                         |

### Groupe B

#### Classements
| #   | Équipe victorieuse | Adversaire | Score |
| 1er | Suisse             | Australie  | 2 - 1 |
| 2e  | Allemagne          | Pays-Bas   | 2 - 1 |
| 3e  | Allemagne          | Australie  | 2 - 1 |
| 4e  | Suisse             | Pays-Bas   | 2 - 1 |
| 5e  | Australie          | Pays-Bas   | 2 - 1 |
| 6e  | Suisse             | Allemagne  | 3 - 0 |

| #   | Pays      | Points | Matchs | Sets    |
| --- | --------- | ------ | ------ | ------- |
| 1re | Suisse    | 3 - 0  | 7 - 2  | 15 - 6  |
| 2e  | Allemagne | 2 - 1  | 4 - 5  | 10 - 13 |
| 3e  | Australie | 1 - 2  | 4 - 5  | 8 - 10  |
| 4e  | Pays-Bas  | 0 - 3  | 3 - 6  | 8 - 11  |

#### Matchs détaillés
|  | Équipe 1 | Score | Équipe 2  |  |
|  | Suisse   | 2 – 1 | Australie |  |

| Ordre des matchs | Joueurs                            | Points au premier set | Points au second set | Points au troisième set |
| ---------------- | ---------------------------------- | --------------------- | -------------------- | ----------------------- |
| 1                | Martina Hingis                     | 6                     | 6                    | 6                       |
| 1                | Nicole Bradke                      | 7                     | 3                    | 3                       |
|                  |                                    |                       |                      |                         |
| 2                | Marc Rosset                        | 6                     | 6                    |                         |
| 2                | Mark Philippoussis                 | 3                     | 3                    |                         |
|                  |                                    |                       |                      |                         |
| 3 (sans enjeu)   | Martina Hingis - Marc Rosset       | 5                     | 1                    |                         |
| 3 (sans enjeu)   | Nicole Bradke - Mark Philippoussis | 7                     | 6                    |                         |

|  | Équipe 1  | Score | Équipe 2 |  |
|  | Allemagne | 2 – 1 | Pays-Bas |  |

| Ordre des matchs | Joueurs                           | Points au premier set | Points au second set | Points au troisième set |
| ---------------- | --------------------------------- | --------------------- | -------------------- | ----------------------- |
| 1                | Anke Huber                        | 3                     | 6                    | 7                       |
| 1                | Brenda Schultz                    | 6                     | 4                    | 6                       |
|                  |                                   |                       |                      |                         |
| 2                | Martin Sinner                     | 5                     | 7                    | 6                       |
| 2                | Richard Krajicek                  | 7                     | 5                    | 7                       |
|                  |                                   |                       |                      |                         |
| 3 (sans enjeu)   | Anke Huber - Martin Sinner        | 2                     | 6                    | 6                       |
| 3 (sans enjeu)   | Brenda Schultz - Richard Krajicek | 6                     | 1                    | 2                       |

|  | Équipe 1  | Score | Équipe 2  |  |
|  | Allemagne | 2 – 1 | Australie |  |

| Ordre des matchs | Joueurs                            | Points au premier set | Points au second set | Points au troisième set |
| ---------------- | ---------------------------------- | --------------------- | -------------------- | ----------------------- |
| 1                | Anke Huber                         | 6                     | 6                    |                         |
| 1                | Nicole Bradke                      | 3                     | 1                    |                         |
|                  |                                    |                       |                      |                         |
| 2                | Martin Sinner                      | 4                     | 7                    | 7                       |
| 2                | Mark Philippoussis                 | 6                     | 5                    | 6                       |
|                  |                                    |                       |                      |                         |
| 3 (sans enjeu)   | Anke Huber - Martin Sinner         | 6                     | 2                    |                         |
| 3 (sans enjeu)   | Nicole Bradke - Mark Philippoussis | 7                     | 6                    |                         |

|  | Équipe 1 | Score | Équipe 2 |  |
|  | Suisse   | 2 – 1 | Pays-Bas |  |

| Ordre des matchs | Joueurs                           | Points au premier set | Points au second set | Points au troisième set |
| ---------------- | --------------------------------- | --------------------- | -------------------- | ----------------------- |
| 1                | Martina Hingis                    | 6                     | 7                    |                         |
| 1                | Brenda Schultz                    | 3                     | 5                    |                         |
|                  |                                   |                       |                      |                         |
| 2                | Marc Rosset                       | 6                     | 6                    |                         |
| 2                | Richard Krajicek                  | 4                     | 4                    |                         |
|                  |                                   |                       |                      |                         |
| 3 (sans enjeu)   | Martina Hingis - Marc Rosset      | 3                     | 6                    | 0                       |
| 3 (sans enjeu)   | Brenda Schultz - Richard Krajicek | 6                     | 2                    | 1                       |

|  | Équipe 1  | Score | Équipe 2 |  |
|  | Australie | 2 – 1 | Pays-Bas |  |

| Ordre des matchs | Joueurs                            | Points au premier set | Points au second set | Points au troisième set |
| ---------------- | ---------------------------------- | --------------------- | -------------------- | ----------------------- |
| 1                | Nicole Bradke                      | 7                     | 5                    | 0                       |
| 1                | Brenda Schultz                     | 5                     | 7                    | 6                       |
|                  |                                    |                       |                      |                         |
| 2                | Mark Philippoussis                 | 7                     | 2                    |                         |
| 2                | Richard Krajicek                   | 6                     | 1ab                  |                         |
|                  |                                    |                       |                      |                         |
| 3 (sans enjeu)   | Nicole Bradke - Mark Philippoussis |                       |                      |                         |
| 3 (sans enjeu)   | Brenda Schultz - Richard Krajicek  | Forfait               |                      |                         |

|  | Équipe 1 | Score | Équipe 2  |  |
|  | Suisse   | 3 – 0 | Allemagne |  |

| Ordre des matchs | Joueurs                      | Points au premier set | Points au second set | Points au troisième set |
| ---------------- | ---------------------------- | --------------------- | -------------------- | ----------------------- |
| 1                | Martina Hingis               | 2                     | 6                    | 6                       |
| 1                | Anke Huber                   | 6                     | 2                    | 1                       |
|                  |                              |                       |                      |                         |
| 2                | Marc Rosset                  | 6                     | 6                    |                         |
| 2                | Martin Sinner                | 2                     | 4                    |                         |
|                  |                              |                       |                      |                         |
| 3 (sans enjeu)   | Martina Hingis - Marc Rosset | 6                     | 6                    |                         |
| 3 (sans enjeu)   | Anke Huber - Martin Sinner   | 1                     | 3                    |                         |

## Finale
La finale de la Hopman Cup 1996 se joue entre la Croatie et la Suisse.
|  | Équipe 1 | Score | Équipe 2 |  |
|  | Croatie  | 2 – 1 | Suisse   |  |